# Gorytocephalus plecostomorum
Gorytocephalus plecostomorum är en hakmaskart som beskrevs av Brent B. Nickol och Vernon E. Thatcher 1971. Gorytocephalus plecostomorum ingår i släktet Gorytocephalus och familjen Neoechinorhynchidae. Inga underarter finns listade i Catalogue of Life.